# Vibráfono
El vibráfono es un instrumento musical de la familia de la percusión; idiófono en cuanto tiene sonido propio (porque usa su cuerpo como materia resonadora).
Es un lamelófono similar al xilófono, pero las láminas son de aluminio. Estas láminas se percuten con baquetas cuya cabeza puede ser de hilo de lana, nailon, o de goma, plástico u otros materiales de acuerdo a la necesidad sonora. Los diferentes tamaños y dureza de los materiales de las baquetas permiten obtener diferentes timbres, intensidades, tipos de ataque y articulaciones en la ejecución. 
Es un instrumento de sonido determinado pues permite obtener notas musicales a una altura determinada. Incluso se pueden ejecutar, además de intervalos armónicos a dos baquetas, acordes: si se percuten simultáneamente varias láminas usando tres, cuatro, cinco, o seis baquetas.
El instrumento actual estándar tiene tres octavas cromáticas, habiéndolos de cuatro octavas. Las láminas están montadas como en el teclado del piano: las notas naturales en la parte inferior y a continuación las notas alteradas. Entre ambas se encuentra el mecanismo prolongador del sonido, a pedal y similar al del piano.
Debajo de cada lámina hay un resonador consistente en un tubo resonante cerrado de aluminio, fibra o bronce que está entonado de acuerdo al sonido de la lámina correspondiente. 
El vibráfono debe su nombre a un mecanismo que proporciona al sonido una vibración o vibrato. Entre los tubos resonadores y las láminas hay una serie de discos enlazados entre sí por un eje. Hay un disco para cada tubo y el eje es accionado por un motor eléctrico. La rotación de los discos hace que los tubos se abran y cierren parcialmente varias veces por minuto, lo que provoca el efecto antes mencionado de vibración del sonido por oscilación en la intensidad sonora, pudiendo regularse su velocidad.
Además de este mecanismo, el vibráfono posee un sistema de pedal con efectos similares al del pedal de un piano. Entre los dos conjuntos de láminas hay una barra metálica cubierta con fieltro que está sujeta a presión por uno o más resortes. El contacto de las láminas con el fieltro hace que el sonido se amortigüe y su sonido se interrumpa. Cuando el pedal está presionado, la barra con el fieltro se separa de las láminas, por lo que pueden vibrar libremente. La duración del libre sonido de una lámina con el pedal presionado puede oscilar entre los 8 y los 20 segundos, dependiendo del metal y la construcción del instrumento.

## Historia
Es similar en apariencia al xilófono, a la marimba y al glockenspiel, aunque el vibráfono utiliza aluminio en lugar de las láminas de madera de los dos primeros instrumentos. Cada lámina está acoplada con un tubo resonador y con un motor que hace girar unas aspas montadas sobre un eje común y que producen un efecto de vibrato o trémolo mientras giran. El vibráfono también tiene un pedal de apagado similar al utilizado en los pianos. Cuando el pedal está arriba, la vibración de las láminas se amortigua y el sonido de cada lámina se acorta; con el pedal hacia abajo, la vibración se mantienen durante varios segundos.
Un uso del vibráfono es en la música jazz, y en cualquier otro tipo de música donde la partitura lo requiera.
El primer instrumento musical llamado "vibráfono" fue comercializado por la Compañía Manufacturera Leedy en Estados Unidos en 1921. Sin embargo, este instrumento difería en detalles significativos del instrumento que ahora se llama vibráfono. El vibráfono Leedy alcanzó gran popularidad después de haber sido utilizado en las grabaciones de "'Aloha Oe" y "Gypsy Love Song" de Vaudeville .
Fue en la antigua sede de JC Deagan, Inc. en Chicago, donde Henry Schluter inventó el vibráfono en su forma actual.
Esta popularidad llevó a JC Deagan, Inc. en 1927 a pedir a Henry Schluter que desarrollase un instrumento similar. Sin embargo, Schluter no se limitó a copiar el diseño Leedy, sino que introdujo varias mejoras importantes: hacer las láminas de aluminio en lugar de acero, y de un tono básico de forma más "suave”, además de modificaciones en las dimensiones y en el ajuste de las láminas para eliminar los armónicos disonantes que se producían en el diseño Leedy (para mayor maduración del tono), así como la introducción de una barra de amortiguador controlado por un pedal, lo que le permite ser ejecutado con más expresión. El diseño Schluter era más popular que el diseño Leedy, y se ha convertido en la plantilla para todos los vibráfonos de hoy.
Sin embargo, cuando Deagan comenzó a comercializar el instrumento Schluter, en 1928, lo llamaron el vibraharp. Como su popularidad crecía, otros fabricantes comenzaron a producir instrumentos basados en el diseño de Schluter, comercializado bajo una variedad de nombres, incluyendo Leedy, que había comercializado su nuevo instrumento como el vibráfono tras abandonar su antiguo diseño.
La confusión del nombre continua hasta el presente, pero con el tiempo se aceptó el término vibráfono, significativamente más popular que vibraharp. En 1974, en el Directory of the D.C. Federation of Musicians figuraban 39 vibrafonistas y 3 músicos de vibraharp. A partir de 2008, el término vibraharp desapareció, excepto en usos anacrónicos. A menudo, en inglés, el nombre vibráfono se acorta a "vibes”, utilizándose indistintamente ambos términos.
El propósito inicial del vibráfono fue el de incrementar gran arsenal de instrumentos de percusión utilizados por las grandes orquestas.
La popularidad del vibráfono en el jazz se le puede adjudicar históricamente a Lionel Hampton. (La historia, quizás apócrifa, es que "Hamp", por entonces baterista, estaba tocando en los estudios de la NBC Radio, y ahí fue donde descubrió un vibráfono que se mantenía a la mano para tocar el tema musical que identificaba a la cadena NBC, el "NBC bells". Después del concierto, dedicó una cantidad considerable de tiempo a explorar el instrumento, y se enamoró de él).
Más tarde (16 de octubre de 1930), Hampton estaba grabando con Louis Armstrong y su Sebastian New Cotton Club Orchestra, y en el estudio estaban considerando incorporar un vibráfono. Hampton mostró a Armstrong lo que podía hacer, y decidió añadir su sonido a uno de los temas que estaban programados para grabar: "Memories of You", creando la conocida primera grabación de jazz con el vibráfono.
Después de esto, Hampton decidió concentrarse en el vibráfono, uniéndose inicialmente al Benny Goodman Quintet, y más tarde al frente de su propia big band, logrando una gran popularidad.
Al margen de estas anécdotas dedicadas al "uso e historia del vibráfono en el Jazz", es dable considerarlo organológicamente como instrumento musical, por tanto aplicable como antes se dijo a cualquier tipo de música cuya partitura o necesidad lo requiera.

## Fabricantes
El primer fabricante de vibráfono en la configuración moderna fue JC Deagan, Inc., de Chicago, Illinois , Estados Unidos, no obstante se llamaron vibraharps. Como el mercado para vibráfono se consideró en primer lugar como un instrumento novedoso de vodevil y luego como un instrumento de jazz, varios fabricantes intervinieron para cubrir la demanda. Estos incluyeron la Leedy Manufacturing Company, de Indianápolis, Indiana , que conservó el nombre de su producto, vibráfono, pero abandonó su diseño en favor de las innovaciones de Schluter, y la Compañía Jenco, de Decatur, Illinois, que inicialmente comercializó sus instrumentos como "vibrabells".
Fuera de los Estados Unidos, la empresa Premier de Londres, Reino Unido, después de experimentar con una variedad de instrumentos más estrechamente relacionados con el glockenspiel, que fueron llamados variaciones de "harpaphone", optó por producir el modelo del vibráfono que Schluter diseñó. Bergerault, de Ligueil, Francia también fabricó vibráfonos a partir de la década de 1940.
A lo largo de los años 1930 y 1940, cada fabricante hacia sus modelos con sus diferentes especialidades, pero el vibráfono Deagan fue el modelo preferido por muchos músicos de la clase emergente de jazz profesionales. Deagan llegó a acuerdos de patrocinio con muchos de los protagonistas, incluidos Lionel Hampton y Milt Jackson.
En 1948, la Compañía Musser fue fundada por Claire Omar Musser. Este era un consumado músico de marimba y xilófono que salía frecuentemente de gira por Estados Unidos y Europa. Él aplicó su experiencia y observaciones con los diseños actuales de los instrumentos de mazo para su empresa homónima y el resultado fue una línea de instrumentos de alta calidad. Su vibráfono resultó de una calidad comparable al vibráfono Musser Deagan y fue capaz de obtener una participación en el mercado de gama alta.
La década de 1960 y 1970 vio una sacudida en el mercado de vibráfonos. Leedy Jenco dejó de funcionar; Deagan fue comprado por la Corporación Yamaha . Aunque Yamaha aprovechó los conocimientos de Deagan para mejorar sus propios diseños para el vibráfono, se suspendió el uso del nombre y el legado de instrumentos Deagan, y a partir de 2008 ningún rastro de Deagan es visible, a pesar de que Yamaha continúa utilizando el nombre Deagan para una línea de campanas de orquesta y de carillones. La compañía Musser fue comprada por primera vez por Ludwig Drums y, a continuación, a través de Ludwig, fue comprado por Conn-Selmer, Inc. A diferencia de lo ocurrido con Deagan, la marca Musser y su línea de modelos fueron mantenidos por las sociedades compradoras, y el vibráfono Musser sigue siendo el principal vibráfono vigente en el mercado.
Este período también vio el surgimiento de nuevos fabricantes de vibráfonos. Empresas notables incluyen: Instrumentos Musicales Adams de Ittervoort, Países Bajos, y Ross Mallet Instruments, ahora propiedad de Júpiter Instruments de Austin, Texas , Estados Unidos.
A partir de 2008, el mercado del vibráfono es muy activo, considerando la naturaleza de la especialidad del instrumento. Los principales fabricantes son Musser, Yamaha, Adams y Ross. Bergerault, Premier, Studio 49 desde Gräfelfing , Alemania y el Saito Gakki Company de Japón continúan en operación. Además de los productores en masa de vibráfonos, los fabricantes de encargo, en particular vanderPlas percusión de los Países Bajos, también están activas.

## Tesitura
El instrumento moderno estándar tiene un rango de tres octavas, desde el F por debajo de C media (F3 a F6 en el campo de la notación científica). Modelos grandes de tres y medio o cuatro octavas, desde la C por debajo del Do central también se están volviendo más comunes (C3 a F6 o C7). A diferencia de su primo, el xilófono, es un instrumento no transpositor, generalmente escrito en tono de concierto. Sin embargo, a veces algunos compositores (por ejemplo, Olivier Messiaen) escribe las partes para que suenen una octava más alta.
En la década de 1930 varios fabricantes han hecho soprano-vibráfono con una extensión C4-C7, en particular la Ludwig & Ludwig B110 modelo y el modelo Deagan 144. Deagan también, con un modelo portátil que tenía un rango de 1 / 2 hasta 2 octavas, y resonadores de cartón .

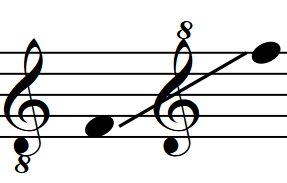

## Construcción
Los principales componentes de un vibráfono son las láminas, los resonadores, cojín amortiguador, el motor y un marco para mantener el conjunto. El vibráfono se toca generalmente con los mazos o baquetas.

### Láminas

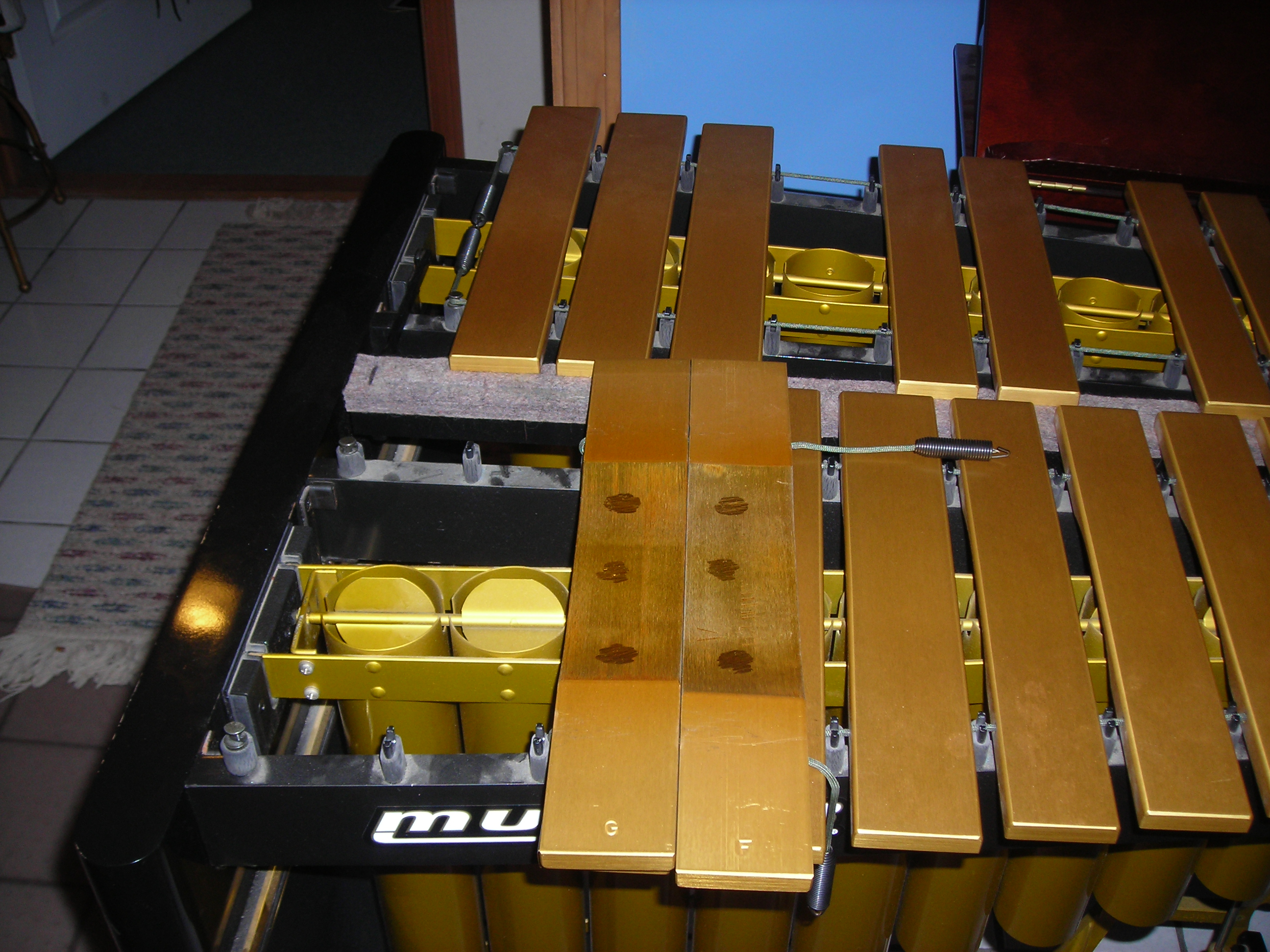
Interior de un vibráfono mostrando el arco, las láminas, los resonadores, los discos, los amortiguadores y las sujeciones de las láminas. Las láminas vueltas muestran muescas empleadas para ajustar la afinación.

Las láminas están fabricadas de aluminio, que es la manera más obvia de distinguir un vibráfono de los otros miembros de la familia de percusiones. Las diferentes aleaciones de aluminio tienen características tonales ligeramente diferentes. Los fabricantes deben elegir su aleación con cuidado, equilibrando las características tonales con la posibilidad de obtener un suministro estable a largo plazo. Cada fabricante tiene su aleacción propia. Así, por ejemplo, Musser ha utilizado la aleacción 2024-T4# de Alcoa.
El aluminio se adquiere en láminas largas de la anchura y espesor deseados y se corta en las longitudes adecuadas. A continuación, se taladran agujeros a través de la anchura de las láminas en los dos puntos llamados "nodales", que son los puntos de la lámina en vibración que presentan una amplitud de vibración nula o casi nula. Los puntos nodales están situados cerca de los extremos de la lámina, a una distancia del 22,4% de cada uno de sus extremos.

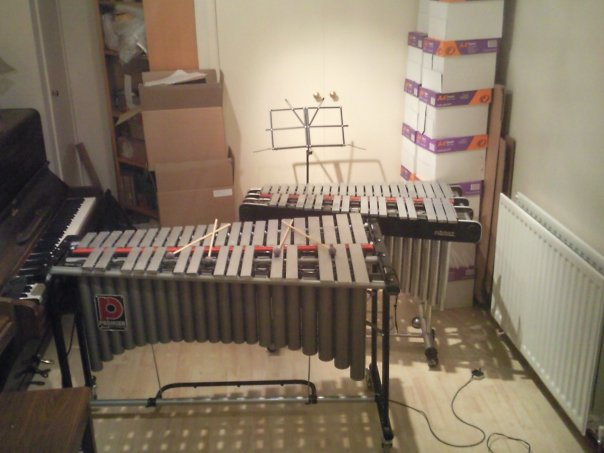
Vibráfonos con láminas graduadas (al frente) y sin graduación (al fondo).

Una vez que la lámina ha obtenido su forma básica, debe ser ajustada con precisión. Normalmente, las dimensiones y tolerancias de la lámina del proceso de creación inicial se establecen para crear una lámina ligeramente picante. Si la lámina es plana, su estructura general puede ser echada planteadas por extraer materiales de los extremos de la lámina. Una vez que esta lámina ligeramente se afila, los tonos individuales se puede ajustar más planos mediante la eliminación de material procedente de lugares específicos de la lámina.
Los vibráfonos de calidad disponen láminas "graduadas". Es decir, las láminas inferiores son más anchas que las láminas superiores, graduándose a través de una serie de medidas de disminución de la anchura. Esto ayuda a equilibrar el volumen y la afinación de las láminas del instrumento en toda la gama.
Las láminas pueden presentarse en una variedad de colores, generalmente plateadas o doradas, aunque otros colores están disponibles, así como acabados en mate o con brillo, creados por anodización de las láminas después de puestas a punto. El acabado de presentación no tiene ningún efecto sobre el tono de las láminas, aunque algunos profesionales sostienen lo contrario.

### Resonadores
Obsérvese la diferencia existente entre los resonadores frontales de los dos vibráfonos. Esta diferencia es puramente estética. En el vibráfono de Locke(a la derecha), los resonadores tan solo tienen la longitud necesaria; la tapa de cada tubo está cerca de la parte inferior. En el vibráfono de Hutcherson (a la izquierda), los resonadores en el extremo superior son mucho más largos de lo necesario para producir un arco frontal como se ha visto en muchos instrumentos (y la tapa está cerca de la parte superior de los tubos). Ambos instrumentos incluyen tubos resonadores sin función y sin la correspondiente lámina por encima para evitar un vacío de dientes.
Los resonadores son tubos de paredes delgadas, generalmente de aluminio, pero cualquier material adecuado sirve. Están abiertos en un extremo y cerrado por el otro. Cada lámina está emparejado con un resonador, cuyo diámetro es ligeramente mayor que el ancho de la lámina, y cuya longitud es el cierre de un cuarto de la longitud de onda de la frecuencia fundamental de la lámina . El resonador de A3 (de menor a la A en un vibráfono) es de aproximadamente 15 pulgadas de largo. Cuando la lámina y el resonador están bien en sintonía uno con el otro, la vibración del aire por debajo de la lámina baja por el resonador y se refleja en el cierre en la parte inferior, a continuación, vuelve de nuevo a la parte superior y se refleja de vuelta por la barra, una y otra vez, creando una onda estacionaria mucho más fuerte y amplifica la frecuencia fundamental. Los resonadores, además de elevar el extremo superior del rango dinámico de vibráfono, también afectan el tono general del vibráfono, ya que amplifican la fundamental, pero no los parciales superiores.
Si se observa la diferencia en los conjuntos de resonadores delante de los dos vibráfonos, la diferencia es puramente cosmética. En el vibráfono de Locke, los resonadores son solo el largo que necesitan ser. El vibráfono Hutcherson, los resonadores en el extremo superior son mucho más largos de lo necesario para ser producir un arco frontal como se ve en muchos instrumentos (y la tapa se encuentra cerca de la parte superior de los tubos). Ambos instrumentos incluyen tubos resonadores no funcionales con ninguna lámina de arriba para evitar que corresponde un aspecto desdentado.
Debe existir un equilibrio entre el efecto amplificador del resonador y la duración de las vibración de la lámina. Básicamente, toda la energía de vibración en una lámina proviene del golpe inicial que recibió del mazo. La duración de la percusión puede variar, tratándose de una percusión fuerte pero muy breve o no tan fuerte pero más lenta. Esto no es un problema con marimbas y xilófonos en los que la duración de las vibraciones de las láminas de madera es corto; pero las láminas de vibráfono puede vibrar durante mucho tiempo después de ser golpeadas, efecto muy deseable en muchas circunstancias. Por lo tanto los resonadores en un vibráfono suelen ser sintonizado a estar ligeramente desviado de paso para crear un equilibrio entre la sonoridad y el la duración del sonido.
Otra diferencia en resonadores es la presencia de un disco giratorio en la parte superior de cada resonador. Los discos para un grupo de resonadores acoplados a un solo eje son movidos en conjunto por un motor eléctrico. Cuando los discos están abiertos (posición vertical) los resonadores tienen una función completa. Cuando los discos están cerradas (en posición horizontal) la columna de aire vibrante está bloqueado, lo que reduce el efecto de amplificación. Como los discos giran, esto varía la amplitud del instrumento, creando un efecto.
Algunos sostienen que llamar a este efecto vibrato es incorrecta, diciendo que el vibrato es una variación en el tono, no de amplitud. El término correcto debería ser el trémolo, una variación en la amplitud, y por lo tanto el vibráfono se denomina incorrectamente, sino que debe ser llamado un tremolófono. Otros sostienen que el uso común de vibrato y trémolo es ni de lejos tan preciso, incluso entre los músicos con experiencia que seguramente deben saberlo mejor. Podría decirse que, como el instrumento no se llama un vibratofono, la metáfora de la vibración no se estira demasiado de todos modos. Además, en este contexto, es la consideración adicional de que las placas de rotación interfieren con los frentes de onda en los tubos resonadores al causar variaciones del efecto doppler de paso. Esto puede ser observado usando un osciloscopio.

### Cojín amortiguador
El cojín amortiguador es una franja de madera cubierta de felpa , al igual que en el piano, por lo general alrededor de una pulgada de ancho y profundo, que corre por la mitad del vibráfono. Se inserta en las bisagras en los extremos, y un pedal en el medio. Cuando el pedal está para arriba, las almohadillas de amortiguación hacen contacto con las láminas y, cuando se pisa el pedal, la barra de amortiguación se separa hacia abajo, permitiendo que las láminas suenen libremente.
El cojín amortiguador es la fuente de muchos problemas de mantenimiento para los vibráfonistas. La plataforma debe estar perfectamente nivelada, tanto de izquierda a derecha y de adelante hacia atrás, para tomar contacto con todas las láminas de forma simultánea. Cuando no está a nivel, algunas láminas dejarán de sonar antes de que otros, lo que dificulta la articulación de manera limpia. Después de algunos años de uso, las láminas pueden hacer muescas, comprimiendo el fieltro y causando a veces un zumbido por el leve contacto de la almohadilla con las láminas. Además, cuando las láminas son golpeadas, mientras que el cojín amortiguador está en contacto con ellas, la almohadilla puede transferir la fuerza del impacto en el marco, sacudiendo todo lo que está suelto.
A principios de 1990, el vibrafonista John Mark Piper diseño un nuevo vibráfono Musser que, entre otras innovaciones, incluyó un cojín amortiguador lleno de agua. Más tarde esa década, el fabricante Nico van der Plas mejora en la idea mediante el uso de silicona en gel como el relleno. Estas almohadillas eliminan la transferencia de impacto y proporcionar más durabilidad. Muchos vibráfonos han sido adaptados con almohadillas de gel, aunque la gran mayoría de los vibráfonos todavía utilizan amortiguadores.

### Motor
Por lo general tienen un motor eléctrico y polea montada en un lado u otro para conducir los discos de los resonadores. El uso de los motores es hacer girar las aspas que están en el interior de los resonadores. En aquel entonces había poca o ninguna capacidad de ajuste de velocidad. Cualquiera posible ajuste de velocidad se hace al mover la correa de transmisión entre un pequeño número de poleas (normalmente tres) de diferentes diámetros.
Más tarde, los motores CA de velocidad variable se instalaron a petición con precios razonables. Estos motores permiten el ajuste de la velocidad de rotación a través de un potenciómetro montado en un panel de control cerca del motor. Por lo general las tasas de rotación de apoyo son alrededor de 1 Hz hasta alrededor de una docena Hz. Estos motores sigue siendo la solución preferida hasta la década de 1990, y hasta el día de hoy sigue siendo el más utilizado.
Durante la década de 1990, algunos fabricantes comenzaron a usar motores servo controlado por ordenador. Estos motores permiten velocidades de rotación tan lenta que se acercan a 0 Hz. El control de la computadora también permite que las operaciones que no son posibles con un motor analógico, como la capacidad de sincronizar la rotación de los dos conjuntos resonador y detener la rotación en un estado deseado (todos abiertos, cerrados, abiertos todos los media, etc.)

### Marco
El marco del vibráfono ofrece una serie de retos a los diseñadores. Debe ser lo suficientemente resistente para soportar las fuerzas de torsión creada por el amortiguador / resorte / pedales y los esfuerzos repetidos de transporte y de uso, sin dejar de ser lo suficientemente ligero para un fácil transporte. Además, las láminas deben estar firmemente sujetas al chasis, pero no rígidamente unidas a él. Cada lámina debe tener un poco de juego independiente para su flexión al vibrar.
El marco del vibráfono consta de dos bloques de extremo, de metal, madera o una combinación, unidos por los miembros de apoyo. Por lo general, los bloques de extremo son aproximadamente del mismo tamaño que los dos bares que están en el mismo fin, por lo que un bloque es significativamente más grande que el otro.
El motor está fijado a la estructura en un extremo. Las bisagras de la barra de amortiguador se adjuntan en cada extremo, y la asamblea de primavera y el pedal suelen insertarse en el medio. Dos bancos de tubos resonadores se establecen en las ranuras en el marco de modo que se sitúan en el bar del amortiguador. Los resonadores no están bien adheridas al marco. Los extremos de los ejes que la banda de los discos se sujeta a la unidad del motor a través de una correa de transmisión similar a una junta tórica.
Una cama para las láminas se hace mediante la fijación de cuatro carriles de madera en espigas en los bloques de extremo. Al igual que los resonadores, estos carriles no están firmemente unidos a la estructura. Cada tren tiene una serie de pines con separadores de goma que apoyará las láminas . Las láminas están dispuestas en dos grupos, y una cuerda suave se pasa a través de los orificios nodal en las láminas de cada grupo. Las láminas se colocan entre las patillas de apoyo, con el cable de conectar las clavijas. Los pines en los carriles exteriores tienen forma de U, ganchos y la cuerda solo descansa en la curva. Los pines en su interior tienen un gancho que sujeta el cable y tiene las láminas en su lugar contra la fuerza de la almohadilla del amortiguador. Los dos extremos del cable se unen con un resorte en un extremo para proporcionar la tensión y flexión.
Las dos filas de láminas siguen la convención de piano de teclas en blanco y negro, con la fila más cercana al jugador correspondiente a las teclas blancas. Al igual que con el piano, las notas más bajas están a la izquierda del jugador. A diferencia de la marimba y el xilófono, las dos filas de láminas se encuentran en el mismo plano horizontal para que la barra del amortiguador entren en contacto con las dos filas, al mismo tiempo.
Marcos vienen en una variedad de estilos, desde funcional a ornamentado, pero, a excepción de forma negativa a través de vibraciones y ruidos, que en realidad no contribuyen a las cualidades tonales del vibráfono. Algunos marcos permiten la distancia entre las láminas y los resonadores que deben ajustarse, para compensar las variaciones en la temperatura del aire, presión y humedad que cambiar la velocidad del sonido y por lo tanto la afinación de la lámina de sistema de caja de resonancia, pero esto es más común en las marimbas de vibráfonos. Otros marcos permiten el ajuste de la altura de la cama bar. Es común ver a los jugadores que no tienen esta capacidad inclinados sobre sus instrumentos, mientras juegan en la altura reglamentaria de los marcos no ajustable suele ser demasiado baja para los hombres de estatura mediana.

### Mazos
Los mazos suelen consistir en un núcleo de pelota de goma envuelta en hilo o cordón y unido a un palo delgado, más comúnmente hechos de bejuco o abedul (otras materias, como el nailon, se utilizan algunas veces) son los adecuados para el vibráfono también en general, y para la marimba.
Los mazos utilizados pueden tener un gran efecto sobre las características tonales del sonido producido, que van desde un sonido metálico de golpe duro, a un sonido suave sin ataque inicial. En consecuencia, una gran variedad de mazos está disponible, ofreciendo variaciones en la dureza, tamaño, peso, longitud del eje y la flexibilidad.
Por lo general, los músicos deben llevar y usar una amplia gama de tipos de mazo para dar cabida a las demandas cambiantes de los compositores que buscan sonidos particulares. Los músicos de jazz, en cambio, escogen un mazo de propósito general del tipo único que funciona bien en todos los rangos dinámicos. A menudo esta elección se convierte en uno de los elementos que definen el estilo personal del músico. Muchos vibrafonistas de jazz alternan mazos disponibles en el mercado para conseguir el tono que quieren.

## Técnica
El mundo de los vibráfonistas pueden dividirse en aquellos que tocan con dos mazos, y los que tocan con cuatro. En realidad, la división no es tan clara. Muchos músicos cambian entre dos, tres y cuatro mazos en función de las exigencias de su situación musical actual.
Por otra parte, concentrándose en el número de mazos que un músico tiene significa perder las diferencias más significativas entre los estilos de tocar dos y cuatro baquetas. A partir de 2008, estas diferencias no son tan extensas como lo fueron cuando Gary Burton introdujo por primera vez al mundo al estilo de 4 baquetas de la década de 1960, pero aún existen en gran medida.

### Estilo de dos baquetas
El estilo de dos baquetas es tradicionalmente lineal, como tocando una trompeta, por ejemplo. Los músicos de 2 baquetas suelen concentrarse en tocar una línea melódica única y dependen de otros músicos para proveer acompañamiento. La interpretación de dos notas tocadas simultáneamente se utiliza a veces, pero sobre todo como un refuerzo de la línea principal melódica, similar al uso habitual de dobles cuerdas en un solo de violín. En los grupos de jazz, dos baquetas son generalmente considerados parte de la "primera línea" con los trompetistas, contribuyendo solos de su cuenta, pero que aportan muy poco en el camino de acompañamiento de otros solistas.
Músicos de Dos baquetas usan diversos agarres, y la más común es un agarre con las palmas hacia abajo que es básicamente el mismo que el agarre emparejado utilizados por percusionistas. Los mazos se llevan a cabo entre el pulgar y el dedo índice de cada mano, con los otros tres dedos de cada mano presionando los ejes en las palmas hacia abajo, hacia arriba. Se trata de utilizar una combinación de movimiento de la muñeca y controlar con los dedos el mazo.
Otro agarre popular es similar al agarre de las baquetas de timbal. Los mazos son de nuevo entre el pulgar y los dedos índice y controlar con los otros tres dedos, pero las palmas se llevan a cabo en posición vertical, mirando hacia el interior, una hacia la otra. La mayor parte de la acción viene de tiempos el control de los dedos la punta de los ejes.
El músico tiene que prestar mucha atención a la utilización del pedal con el fin de articular limpiamente y evitar varias notas sonando sin querer, al mismo tiempo. Dado que las notas de timbre para una fracción significativa de un segundo cuando se golpea con la almohadilla del amortiguador, y láminas de llamada no deja de sonar inmediatamente cuando fue contactado por la libreta, una técnica llamada “pedaleo retardado" es necesario. En esta técnica, el pedal se presiona ligeramente después de que la nota suene, en breve lo suficiente después de tanto que la nota continúa azotaron recientemente a sonar, pero el tiempo suficiente después de tanto que la nota anterior ha dejado de sonar.
Otra técnica es amortiguador "medio" de pedaleo, donde se pise el pedal lo suficiente para eliminar la presión del resorte de las láminas, pero no lo suficiente para que el teclado no pierda el contacto con las láminas. Esto permite que las láminas suenen un poco más largo que con el teclado por completo y se puede utilizar para hacer un rápido pasaje medio sonoro más legato sin pedalear cada nota.

### Estilo de cuatro baquetas
El estilo de tocar cuatro baquetas es multi-lineal, como un piano. "Pensar como un pianista, arreglador, orquestador y, el vibrafonista se acerca al instrumento como un piano y se centra en una forma multi-lineal de tocar." En los grupos de jazz, vibrafonistas de cuatro a menudo se consideran parte de la sección rítmica, por lo general en sustitución de piano o guitarra, y proporcionar el acompañamiento de otros solistas, además de ser ellos solos. Por otra parte, el estilo de cuatro baquetas ha dado lugar a un importante conjunto de solistas acompañantes. Un ejemplo notable es el rendimiento de Gary Burton de "Chega de Saudade (No More Blues)" de su álbum ganador del Grammy de 1971 "Alone at Last”.
Aunque algunos músicos hicieron uso de cuatro mazos, especialmente Red Norvo y, a veces Lionel Hampton, el enfoque pianístico de cuatro baquetas es plenamente, y casi en su totalidad creación de Gary Burton. Muchas de las técnicas fundamentales del estilo de cuatro baquetas, como tocar multi-lineal y las técnicas avanzadas de amortiguación que se describen a continuación, se aplican fácilmente a tocar con dos mazos y algunos músicos modernos de dos baquetas se han adaptado estos dispositivos a su forma de tocar, acabando con las diferencias entre los estilos modernos de dos y cuatro mazos.
El mango más popular de cuatro baquetas para vibráfono es la fuerza Burton, llamado así por Gary Burton. Un mazo se coloca entre el pulgar y el dedo índice y el otro se sostiene entre los dedos índice y medio. Los ejes cruzan en el centro de la palma y se extienden más allá del talón de la mano. Para intervalos de ancho, el pulgar se mueve a menudo entre los dos mazos y el mazo en el interior se lleva a cabo en el hueco de los dedos.
También popular es la fuerza Stevens, nombrado para marimbista Leigh Howard Stevens. Muchas otras empuñaduras están en uso, algunas variantes de las Burton o Stevens, otras creaciones idiosincrásicas de los jugadores vibraciones individuales. Una variante común de las garras Burton coloca el mazo de fuera entre los dedos corazón y anular, en vez de entre el índice y medio.
Muchos músicos adaptan el "agarre estándar" por los diversos grados para adaptarse a su propia fisiología y expresión musical.
Vibrafonistas de cuatro baquetas suelen tocar escalados pasajes lineales muy similar a los vibrafonistas de dos baquetas, utilizando un mazo de cada mano (fuera de la derecha y la izquierda en el interior para un mejor agarre, a lo Burton), a excepción de los “cuatro baquetas”, que tienden a hacer mayor uso de golpes dobles, no solo para evitar cruzar las manos, sino también para reducir al mínimo el movimiento entre las dos filas de láminas . Por ejemplo, una escala ascendente E, podrían desempeñarse LRRLLRRL, manteniendo la mano izquierda en las “notas negras” y la mano derecha sobre las "blancas". Para pasajes lineales con saltos, los cuatro mazos se usan a menudo de forma secuencial.
El vibráfono se introduce en el jazz (sus principales intérpretes son Red Norvo, Lionel Hampton, Milt Jackson, Gary Burton y Bobby Hutcherson) y, desde los Estados Unidos, pasó al París bohemio, desde donde se extendió por toda Europa.
Una técnica ocasional en la llamada música contemporánea y en el jazz es el empleo de un arco de violonchelo para hacer que las láminas produzcan sonidos tenidos.